# Anastrepha distans
Anastrepha distans är en tvåvingeart som beskrevs av Friedrich Georg Hendel 1914. Anastrepha distans ingår i släktet Anastrepha och familjen borrflugor. Inga underarter finns listade i Catalogue of Life.